# Авільда
Авільда (англ. Awilda, також знана як Альвільда) — скандинавська піратка, королева Данії. За деякими джерелами — легендарна.

## Легенда

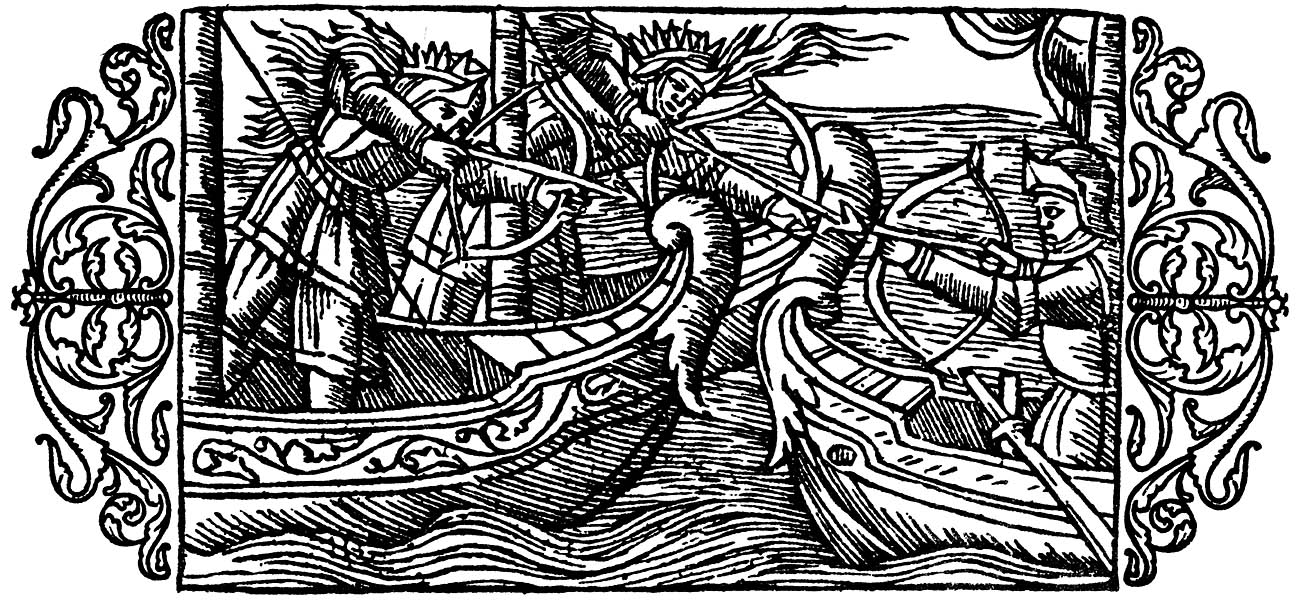
«Про експедиції високонароджених служниць вікінгів: дві жінки-воїни, з королівської родини відповідно до корон на їхніх головах, беруть участь у морській битві». З Олауса Магнуса «Опис північних народів» 1555 року.

Авільда була дочкою скандинавського короля V століття; згадується в одному джерелі як Синард і «готський король». Сказано  що король, її батько, влаштував для неї шлюб з Альфом, наслідним принцом Данії, батьком якого був король Данії Сігар. Однак Авільда відмовилася від вибору батька. Вона та деякі її подруги одягнулися як моряки і захопили корабель. Під час плавання вони натрапили на піратський корабель, який нещодавно втратив свого капітана, і піратки обрали капітанкою Авільду. Король Данії відправив свого сина і морський корабель на битву з «набридливими» піратами. Принц Альф і його люди змогли взяти ворожий корабель на абордаж і здобути перевагу в битві. Авільда, вражена хоробрістю принца, розкрила свою особистість і погодилася на шлюб з ним. Вони одружилися на борту і жили довго і щасливо як король і королева Данії.

## Сучасні версії
Італійський поет Торквато Тассо написав свою найвідомішу трагедію за її оповіданням під назвою Re Torrismondo, де Альвіда обіцяна шлюб королю Швеції Джермондо, але закохалася в Торрісмондо, тому вирішує вчинити самогубство, щоб не обирати між любов'ю і честю.